# 視雪症
視雪症（visual snow syndrome，VSS）是一種會造成患者視野中出現短暫或持久的電視機雪花般（持續閃爍的白色、黑色、透明或彩色圓點）的幻視（visual hallucination）症狀，這些雪花可能只佔據視野的一部分，但也可能出現在整個視野中。而其時間也不一定。
視雪症目前並沒發現特定病因，它可能是一種非特異性症狀，患有視雪症的人群也多夾帶其他症狀，如畏光、夜盲、眼極易疲勞、過於誇張的視覺後像、內視現象（例如看見自己血管）、失眠症、頭痛。視雪患者也多伴有飛蚊症。視雪症情況通常一直存在，目前尚無已知的治癒方法，仍在研究中。偏頭痛和耳鳴是常見的合併症，都與更嚴重的視雪症表現有關。

## 病因
患許多眼科疾病患者都可能得視雪症，持久的視雪症是無梗塞之持續性預兆的主要征兆之一。
多發性硬化導致的視神經炎及萊姆病等其他疾病會可能會引發視雪症。患致幻剂持续性知觉障碍者因為服用致幻劑也會產生視雪症。

## 體徵和症狀
除了視覺雪花之外，許多受影響的人還有其他類型的視覺障礙，如星芒（starburst）、後像增加、飛蚊症、軌跡（trails）等。 
視雪可能代表不同嚴重程度的臨床連續性。偏頭痛和耳鳴等合併症的存在與更嚴重的視覺症狀有關。
視雪症通常根據以下建議標準進行診斷：
- 視雪：整個視野內出現動態、連續、微小的點，持續時間超過三個月。
  - 這些點通常在白色背景上是黑色或灰色，在黑色背景上是灰色或白色；但是也可以是透明、閃爍的白色、彩色。

- 以下4類額外視覺症狀至少存在2種：
  - 持續性後像（palinopsia）：至少有以下一項：會看到移動物體的後像（afterimages）或軌跡（trails）。
  - 增強的內視現象。 以下至少一項：雙眼的飛蚊症嚴重、藍天內視現象過多、眼睛自發光（光幻視）或自發性閃光（閃光症（英语：Photopsia））。
  - 畏光。
  - 夜盲症； 夜間視力受損。

- 症狀與典型的偏頭痛先兆不一致。

- 症狀無法以其它種疾病（眼科疾病、藥物濫用）來更好地解釋。
  - 正常眼科檢查（最佳矯正視力、散瞳眼底檢查（英语：Dilated fundus examination）、視野和視網膜電圖（英语：Electroretinography））； 不是由以前服用精神藥物引起的。

可能會出現其他非視覺症狀，如耳鳴、耳壓或腦霧等。 也可以通過 PET掃描來診斷。

## 治療
在2014年5月，第一个对视雪症的研究结果報導。这份研究从正电子发射计算机断层成像的实验提出了强有力的证据，认为这个疾病与脑部的右舌回与左小脑前叶有联系。研究人员说指出视觉雪花（极其相关症状，比如滞后性影像）是大脑特定区域的功能问题会开启新的对症治疗的可能。相关治疗实验会随后开展。
視雪症並沒有規範的治療方法。針對致幻剂持续性知觉障碍導致的視雪症，氯硝西泮是最有效的藥物。 此外，戒毒也會有很好的效果。在無梗死形成的患者身上，乙酰唑胺是治療反復視雪症的有效藥物，此外丙戊酸、拉莫三嗪或托吡酯是治療持續性視雪的良藥。當服用藥物無效時，可使用靜脈注射等方法治療。